# Benjamin Vetter
Benjamin Vetter (* 25. Juni 1848 in Osterfingen, Kanton Schaffhausen, Schweiz; † 2. Januar 1893 in Blasewitz bei Dresden, Königreich Sachsen) war ein aus der Schweiz stammender Zoologe, Anatom und Hochschullehrer.

## Leben und Wirken
Er war der Sohn des Pfarrers Ferdinand Vetter und dessen Ehefrau Rosalie Vetter geborene Raschlé, die später in Stein am Rhein lebten. Nach dem Schulbesuch besuchte er die Universität und promovierte zum Dr. phil.
Vetter wurde 1878 außerordentlicher Professor der Zoologie und vergleichende Anatomie am Königlich Sächsischen Polytechnikum in Dresden. Daneben wurde er auch Übersetzer der Werke Herbert Spencers und als Darwinist bekannt. Ferner war er von 1882 bis 1886 Redakteur am Kosmos.
Er starb in der Villa Anna in Blasewitz und wurde auf dem Trinitatisfriedhof in Dresden begraben.

## Familie
Verheiratet war er mit Beate Emilie Lucie geborene Schiele. Sie überlebte ihren, im Alter von 44 Jahren verstorbenen Ehemann.

## Schriften (Auswahl)
- Die moderne Weltanschauung und der Mensch. 6., unveränderte Auflage, G. Fischer, Jena 1921.